# Иштекс
Ишеевская суконная фабрика им. Гимова (в 1992—2006 гг. АОЗТ Иштекс) — российское предприятие, производившее текстильную продукцию и располагавшееся в рабочем посёлке Ишеевка Ульяновского района Ульяновской области. Его преемниками являются ООО "Торговый дом «Иштекс» и ООО «Промтекс», которые продолжили производство.

## История
Ишеевская суконная фабрика была основана в 1802 году помещиком И. С. Кротковым, тогдашним владельцем села Ишеевка. За два года до этого он ездил на Мулловскую суконную фабрику перенимать опыт.
Основными причинами основания фабрики именно в Ишеевке было наличие рядом производителей сырья — овчарен симбирских помещиков, среди которых наиболее значимой фигурой был ундоровский помещик П. Н. Ивашев, являвшийся членом Московского общества овцеводов и членом-корреспондентом Лейпцигского общества овцеводов.
Через Симбирскую губернию тянулись торговые пути с востока к центру России. Кроме того рядом была река Свияга, обеспечивавшая фабрику водой для вращения водяных колес. У Кротковых было и много крепостных крестьян (свыше 10000).
Во время Отечественной войны 1812 года завод снабжал сукном армию. В это время происходит первое расширение производства — были устроены промывное, сукновальное и стригальное заведения. Сезонная форма работы была заменена круглогодичной. К мануфактуре были приписаны 247 крепостных крестьян.
В 1816 году казне было продано 2606 аршин серого солдатского сукна и 8000 аршин суровья.
В 1876 году фабрика была продана братьям Измаилу и Ибрагиму Курамышевым-Акчуриным, которые в 1880 году установили на ней первый паровой котёл и повели дело по-капиталистически, а в 1884 году её перекупил кулак И. А. Арацков, владевший фабрикой до 1917 года.
В годы революции 1905—1907 годов рабочими фабрики была налажена связь с Симбирским комитетом РСДРП через М. А. Гимова, который несколько раз приезжал в Ишеевку. Следующие приезды Гимова были уже после Октябрьской революции в 1918 и 1919 годах, когда он уже был первым председателем Симбирского губисполкома.
В 1918 году фабрика была национализирована.
В 1922 году была открыта школа ФЗУ.
2 января 1925 года фабрике было присвоено имя М. А. Гимова.
В ноябре и октябре 1942 года коллектив фабрики был удостоен переходящего Красного знамени Куйбышевского обкома.
По решению Госплана СССР в 1959 году было установлено закупленное в США ковровое производство по изготовлению напольных прошивных ковров.
В июне 1969 года произошла трагедия: обвал одной из секций, при котором погибло 11 рабочих. Обвал произошёл из-за ветхости конструкции и некачественно выполненных ремонтных работ.
В связи с непригодностью корпусов к дальнейшей эксплуатации Министерство текстильной промышленности РСФСР приняло решение о строительстве на новом месте нового производственного корпуса площадью 50000 м². Строительство началось в 1972 году и закончилось в 1975 году. Было закуплено и установлено новое оборудование, в том числе импортное. На предприятии работало две с половиной тысячи человек.
В декабре 1992 года комбинат был приватизирован и получил название АОЗТ «Иштекс». Производство стало сокращаться. В 1998 году был назначен конкурсный управляющий.
16 мая 2005 года решением арбитражного суда фабрика «Иштекс» объявлена банкротом, а конкурсным управляющим был назначен Тюкаев Олег Владимирович. Более 100 оставшихся работников были выкинуты на улицу без зарплаты, отпускных и выходных пособий. В банкротстве был виновен конкурсный управляющий Александр Степин, который в 2003—2005 годах провернул ряд афер, в том числе с продажей оборудования за бесценок и фактически добил предприятие.
В январе 2006 года комбинат был приобретен в собственность ООО «Беркут». На площадях бывшего комбината были созданы деревообрабатывающее производство, производство композитных материалов, автосалон большегрузных автомобилей, транспортное предприятие, торгово-офисный центр и крупная база для хранения овощей и фруктов. Но и эти производства через некоторое время прекратили своё существование. Сейчас цеха пустуют.
Тем не менее производство текстиля в Ишеевке продолжается. Преемниками суконного комбината стали две фирмы, ООО "Торговый дом «Иштекс» и ООО «Промтекс», которые выпускают шинельное сукно, одеяла, каркасную и обивочную ткани. Они разместились в старых корпусах (новые пришли в совершенную негодность). В январе 2018 года был торжественно отмечен юбилей суконного производства в посёлке.

## Люди, связанные с фабрикой
- Герой Советского Союза лётчик Н. С. Герасимов (1911—1960). В 1925—1930 гг. работал на фабрике помощником мастера.
- Герой России Н. К. Джарджадзе (1976—1995). Работал на фабрике с 2.09.1991 года по 27.06.1994 года.